# Parafia św. Bartłomieja Apostoła w Majdanie Królewskim
Parafia św. Bartłomieja Apostoła w Majdanie Królewskim – parafia rzymskokatolicka znajdująca się w diecezji sandomierskiej w dekanacie Raniżów.

## Historia
W 1674 roku powstała huta szkła, a w pobliżu potażnia alias Maydan. W 1712 roku lokowano wieś Majdan Królewski. W 1753 roku zbudowano drewniany kościół filialny, z fundacji Teresy Ossolińskiej ze Stadnickich, który 21 grudnia 1956 roku poświęcił ks. Franciszek Ksawery Kozłowski pw. św. Jana Chrzciciela, Mikołaja, Onufrego. W 1758 roku staraniem Józefa Ossolińskiego król August III Sas nadał uposażenie dla kościoła. W 1761 roku rozpoczęto budowę obecnego murowanego kościoła.
10 czerwca 1765 roku dekretem bpa Kajetana Ignacego Sołtyka została erygowana parafia z wydzielonego terytorium: parafii Cmolas (Majdan Królewski, Brzostowa Góra, Krzątka), z parafii Ostrowy Tuszowskie (Huta Komorowska), z parafii Miechocin (Dęba). W 1770 roku Majdan Królewski otrzymał prawa miejskie. W 1786 roku tereny te zostały przydzielone do nowej diecezji tarnowskiej, ale na mocy umowy tarnowsko-przemyskiej zostały przekazane do diecezji przemyskiej. 19 czerwca 1792 roku bp Antoni Gołaszewski poświęcił murowany kościół pw. św. Bartłomieja Apostoła.
25 marca 1992 roku parafia weszła w skład diecezji sandomierskiej.
Na terenie parafii jest 4397 wiernych, a do parafii przynależą: Majdan Królewski, Brzostowa Góra, Nowa Dęba (ulice: Bieszczadzka od torów, Borowa od torów, Działowa, Lipowa, Łąkowa, Niżańska, Sandomierska, Sarnia, Strzelnicza, Wesoła, Wspólna, Zawiszy).
Proboszczowie parafii:
1765–1803. ks. Szymon Wątróbski.
1803–1837. ks. Franciszek Miecznikowski.
1838–1853. ks. Marcin Detz.
1853–1872. ks. Jan Tałasiewicz.
1872–1897. ks. prof. Józef Tałasiewicz.
1879–1893. ks. Marceli Śleczkowski.
1893–1920. ks. Tomasz Mach.
1920–1955. ks. kan. Stanisław Stępień.
1956–1981. ks. Wojciech Szpytama.
1981–2012. ks. prał. Władysław Włodarczyk.
2012– nadal ks. kan. Roman Dyląg.